# Distretto di Chamarajanagar
Il distretto di Chamarajanagar è un distretto del Karnataka, in India, di 964 275 abitanti. È situato nella divisione di Mysore e il suo capoluogo è Chamarajanagar.